# Can You Feel It
Can You Feel It ist ein Song des deutschen Dance-Projekts R.I.O. Er wurde als Doppel-Single mit One Heart am 9. April 2010 und als Dreier-Single mit One Heart und Lay Down am 16. April 2010 veröffentlicht. Es ist auf dem Album Sunshine enthalten. Der Song konnte nicht die Charts erreichen.

## Mitwirkende
Can You Feel It wurde von Yann Pfeifer und Manuel Reuter komponiert und geschrieben. Das Lied wurde von Yanou und Manian produziert und über ihr eigenes Label Zooland Records als Doppel und Dreier-Single veröffentlicht. Die Singles wurden allerdings nur als Download-Singles veröffentlicht. Tony T. ist der Sänger des Songs. Instrumental sind es ausschließlich Synthesizerelemente, die von Manian und Yanou stammen.

## Versionen und Remixe
1. Radio Edit – 3:23[5]
2. Extended Mix – 5:01[6]